# Football Saddle
Der Football Saddle ist ein breiter und 700 m hoher Gebirgspass in Form eines Bergsattels an der Borchgrevink-Küste des ostantarktischen Viktorialand. Er liegt 3 km ostsüdöstlich des Football Mountain in einem Gebirgskamm zwischen dem Edisto Inlet und dem Tucker-Gletscher. Der Pass stellt eine geeignete Route für Hundeschlitten dar, während niedrigere und steilere Bergsättel östlich und westlich des Football Mountains bessere Wege für Fußmärsche bieten.
Wissenschaftler einer von 1957 bis 1958 dauernden Kampagne im Rahmen der New Zealand Geological Survey Antarctic Expedition benannten ihn nach seiner geografischen Nähe zur Felsformation The Football.